# Organização Internacional de Satélites Móveis

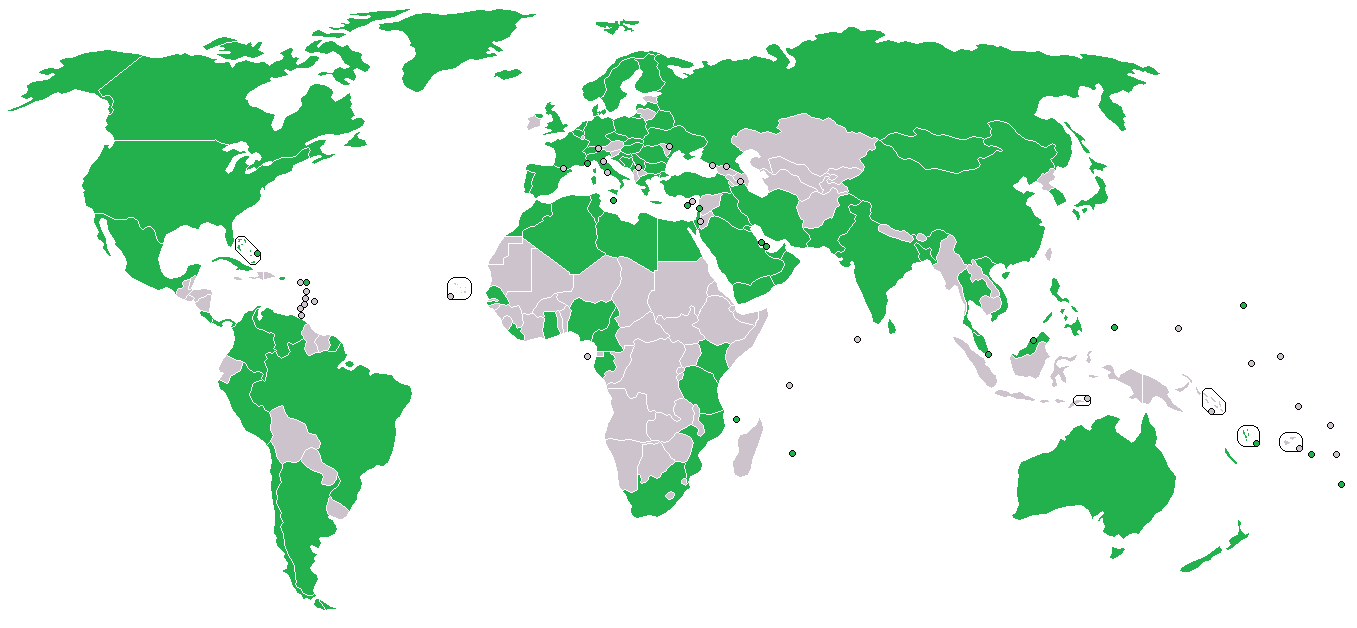
Estados membros da Inmarsat

A International Mobile Satellite Organization (IMSO) é uma organização intergovernamental que supervisiona determinados serviços de segurança e de segurança nas comunicações via satélite públicos prestados através dos satélites da Inmarsat.

## História
A International Maritime Satellite Organization (IMSO) foi criado sob os auspícios da Organização Marítima Internacional através da Convenção sobre a International Maritime Satellite Organization, assinado em Londres no dia 03 de setembro de 1976 e entrou em vigor em 16 de julho de 1979. A Assembleia da o IMSO decidiu mudar o nome da organização para a International Mobile Satellite Organization (Inmarsat) em dezembro de 1994. A IMSO foi restabelecido pela Convenção da International Mobile Satellite Organization, assinado em Londres em 24 de abril de 1998 e conseguiu a INMARSAT em 15 de abril de 1999.
Depois da sucessão, o segmento espacial e de negócios operacionais da Inmarsat foram transferidos para a Inmarsat plc, uma empresa privada criada com base no Reino Unido, com a supervisão da IMSO as obrigações de serviço público da empresa em conformidade com um acordo concluído entre a IMSO e Inmarsat Ltd. Um acordo foi assinado entre a Organização da Aviação Civil Internacional (ICAO) e a IMSO em Montreal, Canadá, em 20 de setembro de 2000 e aborda a relação entre a OACI e a IMSO.